# Bataille d'Irun
Guerre d'Espagne
La bataille d'Irun fut le principal combat livré lors de la campagne du Guipuscoa, durant la guerre d'Espagne. Elle opposa les forces nationalistes et les troupes républicaines entre le 19 août 1936 et le 5 septembre 1936. Elle se solda par la prise de la ville par les franquistes, sous les ordres du lieutenant-colonel Alfonso Beorlegui.

## Contexte

### Conditions stratégiques
La bataille d'Irun s'insère dans le plan général de la campagne du Guipuscoa. Conçue par le général Emilio Mola, son objectif était de couper les communications et les relations entre les provinces républicaines du Nord et la France, dont le gouvernement de Front populaire était suspect de soutenir la République. C'est le général Alfonso Beorlegui qui avait été chargé de diriger les troupes sur Irun. Son avancée fut ralentie par la destruction du pont d'Endarlatsa, placé sur la route d'Irun, puis par la tentative d'aider les rebelles de Saint-Sébastien qui s'étaient retranchés dans la caserne. Mais ayant échoué à leur venir efficacement en aide, les troupes nationalistes reprirent leur route vers Irun.

### Forces en présence
La ville était défendue par 3 000 républicains, incluant des miliciens anarchistes de la CNT, des Asturiens, des nationalistes basques ou encore des volontaires français (généralement communistes).
Les forces de Beorlegui étaient plus réduites, mais mieux équipées — artillerie de 155 mm, chars légers allemands et bombardiers Junkers Ju 52 — et mieux entraînées — un groupe de 700 hommes de la légion espagnole. Pour les appuyer se trouvaient dans la baie le croiseur Almirante Cervera et le destroyer Velsaco, qui avaient commencé à bombarder la ville dès le 11 août.

## Combats
Le principal affrontement eut lieu sur la crête de Puntza, au sud de la ville. De violents combats se déroulèrent également dans le couvent de San Marcial, défendus par des miliciens et des mineurs asturiens qui, à court de munitions, se battirent en jetant des bâtons de dynamite et des blocs de rochers.

## Conséquences
Beorlegui, après s'être emparé de la ville, tourna ses troupes vers Saint-Sébastien, qu'il prit rapidement. Il avança même jusqu'aux frontières de la Biscaye où la résistance acharnée des forces provinciales, de l'armée républicaine et des milices, ajoutée à la fatigue des troupes l'obligea à stopper son avance. D'ailleurs, blessé lors de la bataille d'Irun et ayant refusé les soins, il mourut peu après de la gangrène.
La prise d'Irun fut d'une importance décisive dans la suite des combats sur le front du nord. Les provinces républicaines du Guipuscoa, de Biscaye, de Santander et des Asturies se retrouvèrent complètement coupées de la France, dont la frontière laissait passer des équipements d'importance vitale, obligeant les républicains à se tourner vers une solution exclusivement maritime pour obtenir un ravitaillement.
D'un point de vue politique, la bataille d'Irun servit également les desseins de la propagande franquiste. En effet, lorsque les républicains avaient finalement abandonné la ville, ils avaient détruit tout ce qui pouvait servir à leurs ennemis. Pendant la guerre, chaque fois que les nationalistes rentrèrent dans une ville qui, écrasée par les bombardements ou les combats, était complètement détruite, ils rappelèrent l'« exemple d'Irun ».